# Jeziora Australii i Oceanii
Jeziora na kontynencie australijskim są rzadkie. W większości są to słone, okresowo wysychające jeziora. Jedynie w przypadku wystąpienia większych opadów mogą wypełnić swoją maksymalną objętość. Największym z nich jest jezioro Eyre, które może zajmować nawet powierzchnię 9,5 tys. km². Ponadto w samej Australii znaleźć można znacznie mniejsze jeziora przybrzeżne i lagunowe, z których największe to Macquarie zajmujące powierzchnię 110 km². Na nizinie Nullarbor występują liczne jeziora krasowe.
Jedynie na Tasmanii, gdzie miały miejsce zlodowacenia, znaleźć można liczne słodkowodne jeziora polodowcowe (ponad 4000). Największe z nich to jezioro Saint Clair. Tej samej genezy jeziora znajdują się na Nowej Zelandii. Największe z nich, jezioro Taupō, ma powierzchnię 616 km², a najgłębsze, jezioro Hauroko, osiąga maksymalną głębokość 463 m.

## Największe jeziora Australii i Oceanii
| jezioro   | powierzchnia w km² | maksymalna głębokość | wysokość m n.p.m. | dorzecze | państwa                                      |
| --------- | ------------------ | -------------------- | ----------------- | -------- | -------------------------------------------- |
| Eyre      | 9500               |                      | -15               |          | Australia (Australia Południowa)             |
| Torrens   | 5776               |                      | 28                |          | Australia (Australia Południowa)             |
| Gairdner  | 5500               |                      | 34                |          | Australia (Australia Południowa)             |
| Frome     | 2410               |                      | 49                |          | Australia (Australia Południowa)             |
| Barlee    | 1450               |                      |                   |          | Australia (Australia Zachodnia)              |
| Amadeus   | 880                |                      |                   |          | Australia (Terytorium Północne)              |
| Taupō     | 616                | 186                  | 350               |          | Nowa Zelandia (Wyspa Północna)               |
| Te Anau   | 344                | 270                  | 210               |          | Nowa Zelandia (Wyspa Południowa)             |
| Wakatipu  | 291                | 420                  | 310               |          | Nowa Zelandia (Wyspa Południowa)             |
| Ellesmere | 198                | 2,1                  | 2                 | Selwyn   | Nowa Zelandia (Wyspa Południowa)             |
| Wanaka    | 192                |                      | 300               |          | Nowa Zelandia (Wyspa Południowa)             |
| Te Nggano | 155                |                      |                   |          | Wyspy Salomona (Prowincja Rennell i Bellona) |
| Manapouri | 142                | 444                  | 443               |          | Nowa Zelandia (Wyspa Południowa)             |
| Tekapo    | 87                 | 120                  |                   | Tekapo   | Nowa Zelandia (Wyspa Południowa)             |
| Hauroko   | 63                 | 463                  | 150               |          | Nowa Zelandia (Wyspa Południowa)             |